# Qazaqstan Kubogy 1993
La Qazaqstan Kubogy 1993 è stata la 2ª edizione della Coppa del Kazakistan. Il torneo è iniziato il 24 marzo 1993 e si è concluso l'8 novembre 1993.

## Primo turno
| Squadra 1           | Risultato       | Squadra 2             |
| ------------------- | --------------- | --------------------- |
| 24 marzo 1993       |                 |                       |
| Celïnnïk Celinograd | 0 - 1           | Dostyk Almaty         |
| 26 marzo 1993       |                 |                       |
| Aktyubïnec          | 0 - 1           | Shahter Qaraǵandy     |
| Ajar                | 2 - 2 (3-5 dtr) | Bolat                 |
| 2 aprile 1993       |                 |                       |
| Qairat              | -               | Metallïst Petropavlsk |
| Namıs               | 1 - 3           | Gornıak Hromtaý       |
| Ýralec              | 2 - 2 (4-3 dtr) | Vostok Óskemen        |
| Munajši             | 1 - 2           | Kökşetaw              |
| Yassı               | 1 - 0           | Eñbek                 |
| 5 aprile 1993       |                 |                       |
| Batır               | 2 - 2 (3-4 dtr) | Taraz                 |
| SKİF-Ordabasy       | 3 - 1           | Qaisar                |
| Añsat               | 3 - 1           | Qaraşıǧanaq           |

## Secondo turno
| Squadra 1         | Risultato | Squadra 2      |
| ----------------- | --------- | -------------- |
| 6 aprile 1993     |           |                |
| Dïnamo Almatı     | 2 - 1     | Xïmïk Qostanay |
| 2 maggio 1993     |           |                |
| Gornıak Hromtaý   | -         | Qairat         |
| Spartak Semeı     | -         | Jiger          |
| Añsat             | -         | Taldıqorğan    |
| Kökşetaw          | 2 - 1     | Bolat          |
| Taraz             | 2 - 0     | SKİF-Ordabasy  |
| Shahter Qaraǵandy | 6 - 0     | Yassı          |
| 25 maggio 1993    |           |                |
| Dostyk Almaty     | 3 - 1     | Ýralec         |

## Quarti di finale
| Squadra 1       | Risultato       | Squadra 2         |
| --------------- | --------------- | ----------------- |
| 11 giugno 1993  |                 |                   |
| Taraz           | 3 - 0           | Shahter Qaraǵandy |
| Spartak Semeı   | 0 - 0 (3-4 dtr) | Añsat             |
| 20 luglio 1993  |                 |                   |
| Dostyk Almaty   | -               | Kökşetaw          |
| Gornıak Hromtaý | 0 - 1           | Dïnamo Almatı     |

## Semifinali
| Squadra 1      | Risultato | Squadra 2     |
| -------------- | --------- | ------------- |
| 20 luglio 1993 |           |               |
| Taraz          | 1 - 0     | Añsat         |
| 8 agosto 1993  |           |               |
| Dïnamo Almatı  | 1 - 2     | Dostyk Almaty |

## Finale
| Arbitro: | Borodin (Karaganda) |

|                                |           |                          |
| Lwçkïn 30’, 43’, 70’ Şanïn 65’ | Marcatori | 40’ Şmarïkov 49’ Avdeyev |